# Suslic de Piute
El suslic de Piute (Urocitellus mollis) és una espècie de rosegador esciüromorf de la família dels esciúrids. És endèmic de l'oest dels Estats Units, en algunes parts de Califòrnia, Idaho, Nevada, Oregon, Utah i Washington. Es troba a la regió de la Gran Conca.